# Alonisos (gmina)
Alonisos (gr. Δήμος Αλοννήσου, Dimos Alonisu) – gmina w Grecji, w administracji zdecentralizowanej Tesalia-Grecja Środkowa, w regionie Tesalia, w jednostce regionalnej Sporady. Siedzibą gminy jest Patitiri. W skład gminy, oprócz wyspy Alonisos, wchodzą także wyspy: Adelfi, Jura, Kira Panaja, Peristera, Piperi, Skandzura i Psatura. W 2011 roku liczyła 2750 mieszkańców.